# Gérôme Pouvreau
Pour les articles homonymes, voir Pouvreau.
Gérome Pouvreau, né le 26 octobre 1983, est un grimpeur français, il atteint le neuvième degré en 2010. 

## Ascensions notables
| Nom            | Site                             | Date              | Commentaires |
| -------------- | -------------------------------- | ----------------- | ------------ |
| Aubade directe | Montagne Sainte-Victoire, France | 27 septembre 2010 | Ouverture    |
| La Madone      | Lourmarin, France                | 16 juin 2011      | Ouverture    |

| Nom          | Site                   | Date              | Commentaires       |
| ------------ | ---------------------- | ----------------- | ------------------ |
| Moksha       | Pic Saint-Loup, France | 8 octobre 2012    | première ascension |
| TripTikTonic | Gorges du Loup, France | Juillet 2011      | Deuxième ascension |
| Punt'X       | Gorges du Loup, France | 21 septembre 2009 | Sixième ascension  |
| Sachidananda | Orgon, France          | 28 mai 2009       | Ouverture          |

## Palmarès

### Championnats du monde
- 2005 à Munich,  Allemagne
  -  Médaille de bronze en bloc
- 2001 à Winterthour,  Suisse
  -  Médaille d'or en difficulté